# 丙吡胺
丙吡胺（INN：Disopyramide）是用于预防心室性心搏過速的口服药物。屬於後線藥物，通常只在其他药物无效时使用。不建议用于不严重的心律不整。
常见的副作用包括口干、便秘、视力模糊、尿瀦留、恶心、疲倦和头晕。其他副作用可能包括心臟衰竭、心律不整和低血糖。孕期使用的安全性尚不清楚。它是1a 类抗心律不整藥和鈉離子通道阻滯劑。它对心臟的收縮能力有负面影响。
丙吡胺在1977年于美国取得醫療使用許可。已有學名藥流通於市。